# Podwójne pióro
Podwójne pióro – pióro, które ma dwie dutki, lecz kompletną, pojedynczą chorągiewkę. Takie pióra są bardzo rzadkie. Pióro może mieć też jedną dutkę, ale dwie chorągiewki. Takie pióro może pełnić dwie funkcje, np. pióra pokrywowego i puchowego.